# 고창 선운사 영산전 목조삼존불상
고창 선운사 영산전 목조삼존불상(高敞 禪雲寺 靈山殿 木造三尊佛像)은 대한민국 전북특별자치도 고창군 아산면, 선운사에 있는 조선시대의 불상이다. 1973년 6월 23일 전라북도의 유형문화재 제28호로 지정되었다.

## 개요
전라북도 고창군 선운사의 영산전 안에 모셔진 목조금박(木造金箔)의 석가여래좌상과 아난·가섭 협시보살입상이다.
가운데 있는 여래좌상은 신체에 비하여 머리가 크며, 얼굴은 사각형에 가깝다. 목 아래에는 3개의 주름이 좁게 표현되었고, 옷은 양 어깨를 덮고 있으며 옷주름은 간략화되었다. 가슴은 넓으며 가슴 밑에 아랫도리 윗자락이 직선으로 표현되었다. 16각의 난간을 두른 나무로 된 연꽃무늬 대좌(臺座)에 모셔져 있다.
양쪽의 협시보살은 화려하게 장식된 관(冠)을 쓰고, 손에는 연꽃을 들고 있다. 목조이기 때문에 딱딱한 느낌을 주나 목조불로서는 희귀한 우수작이다.

## 현지 안내문
영산이란 영산회상의 준말로써 부처님이 영축산에서 법화경을 설법했던 법회의 모임을 뜻한다. 내부에는 석가모니불을 주불로 하여 좌우에 갈라보살과 비륵보살을 협시로 순조 21년(1821년)에 삼존불을 봉안하였다.
또한, 16나한이 함께 모셔져 있는데 부처님 제자 중에 아라한과를 얻은자로들로서 응공, 응진의 자격을 갖춘 분들이다. 진리에 당하여 공양 받을 자격이 충분한 분들이라는 뜻이다.

## 같이 보기
- 선운사

## 참고 문헌
- 선운사영산전목조삼존불상 - 국가유산청 국가유산포털